# Ton Steine Scherben
Ton Steine Scherben fue una banda de rock anarquista en alemán de los años 1970 y principios de los años 1980. Su música mezcla estilos como el folk rock y el blues y marcó el precedente del punk en Alemania. Sus letras tenían contenido altamente político y lleno de sentimiento con slogans anarquistas como “ningún poder para nadie”, o “destruye lo que te destruye”; llegaron a entablar contactos informales con algunas de las bandas terroristas alemanas de la época.[cita requerida] Después de la separación del grupo en 1985, y de la muerte de Rio Reiser en 1996, Ton Steine Scherben ha permanecido siendo objeto de culto y popularidad en las escenas relacionadas. El resto de los miembros del grupo han seguido dando conciertos.

## Discografía
- 1971 - Warum geht es mir so dreckig?
- 1972 - Keine Macht für Niemand
- 1974 - Wenn die Nacht am tiefsten…
- 1980 - IV
- 1981 - Auswahl I
- 1983 - Scherben
- 1984 - In Berlin (live)
- 1985 - Live I

los siguientes se publicaron después de que la banda dejara de grabar:
- 1996 - Live II
- 2006 - Live III